# Fioletowa dama
Fioletowa dama – utwór instrumentalny z repertuaru zespołu Skaldowie, skomponowany przez Andrzeja Zielińskiego.
Pierwotnie piosenkę nagrano na sesji dla radia w Saarbrücken, w lecie 1971 roku. Na album „Krywań, Krywań” zarejestrowaną ją w nocy z 22 na 23 maja 1972 roku, w sali koncertowej Filharmonii Narodowej. „Fioletowa dama” ma charakterystyczną formę ronda, gdzie główny rockowy riff wymienia się z improwizacjami, kolejno na organach Hammonda, gitarze, oraz skrzypcach elektrycznych. Utwór znajdował się w repertuarze grupy w 1972, a później powrócił doń w 1977 roku.

## Muzycy biorący udział w nagraniu
- Andrzej Zieliński – organy Hammonda;
- Jacek Zieliński – skrzypce elektryczne;
- Konrad Ratyński – gitara basowa;
- Jerzy Tarsiński – gitara;
- Jan Budziaszek – perkusja.